# 아라벨라

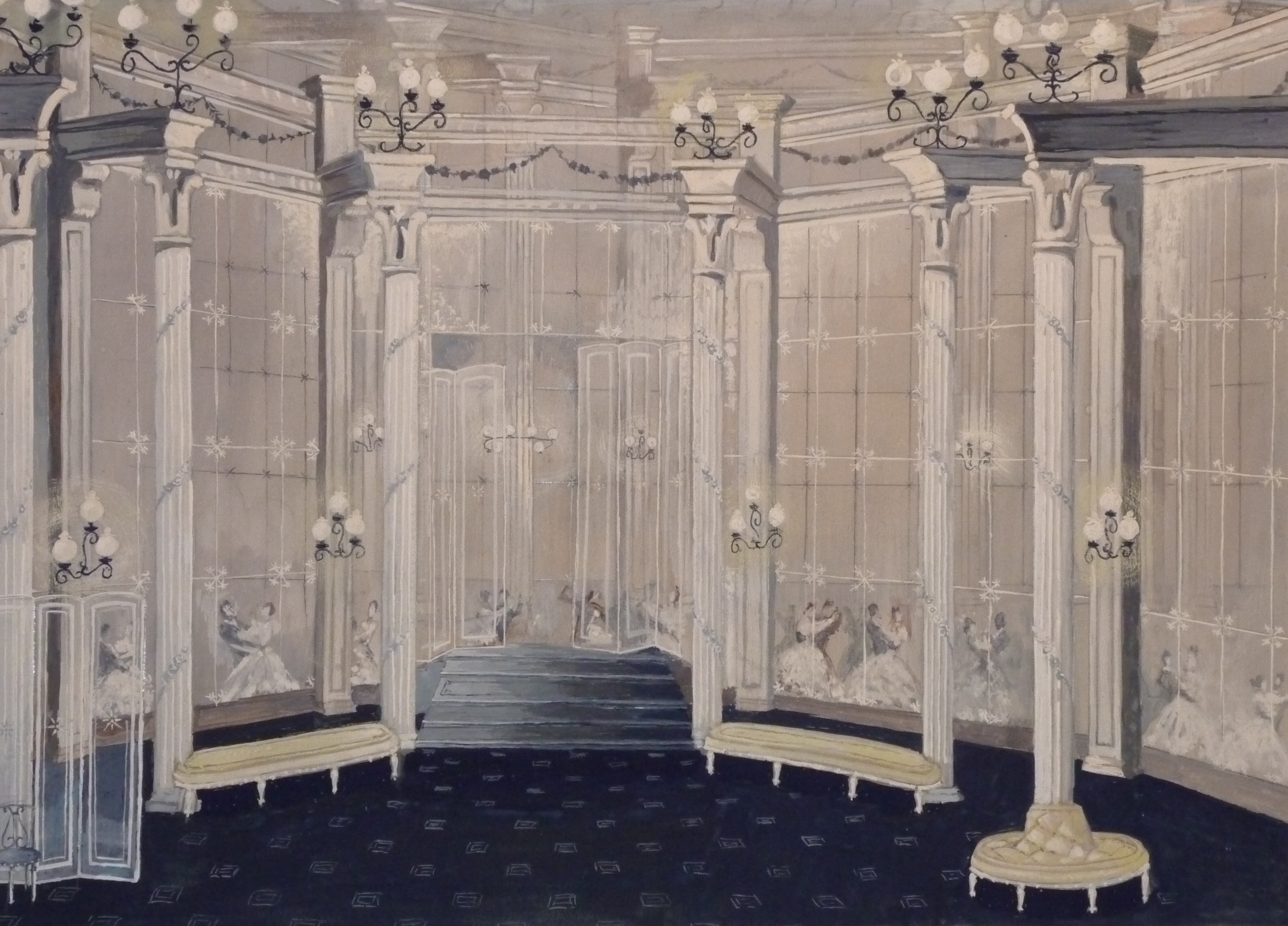

아라벨라(Arabella)는 리하르트 슈트라우스가 1929년부터 1932년에 걸쳐 작곡한 3막의 오페라이다. 대본은 후고 폰 호프만스탈이 썼다.

## 악기편성
플루트3, 오보에2, 잉글리시 호른, 클라리넷3, 베이스 클라리넷, 바순3, 호른4, 트럼펫3, 트롬본3, 튜바, 팀파니, 하프, 현5부